# Bob Spiers
Bob Spiers, né le 27 septembre 1945 à Glasgow et mort le 8 décembre 2008, est un réalisateur, producteur et acteur britannique.
Il est principalement connu pour avoir réalisé la sitcom britannique Absolutely Fabulous.

## Biographie
Il rejoint l'équipe de BBC en 1970. 

## Filmographie
- 1968 : Dad's Army (série télévisée)
- 1970 : The Goodies (série télévisée)
- 1972 : Are You Being Served? (série télévisée)
- 1974 : It Ain't Half Hot Mum (série télévisée)
- 1977 : Come Back Mrs. Noah (série télévisée)
- 1979 : Not the Nine O'Clock News (série télévisée)
- 1980 : Are You Being Served? (série télévisée)
- 1984 : Little Armadillos (série télévisée)
- 1987 : Up Line (téléfilm)
- 1987 : French and Saunders ("French and Saunders") (série télévisée)
- 1987 : Familie Ouderijn (série télévisée)
- 1991 : Lazarus & Dingwall (série télévisée)
- 1991 : Joking Apart (série télévisée)
- 1991 : Murder Most Horrid (série télévisée)
- 1992 : Absolutely Fabulous ("Absolutely Fabulous") (série télévisée)
- 1995 : Agony Again (série télévisée)
- 1995 : Bottom ("Bottom" (1991) TV Series)
- 1995 : "A Bit of Fry and Laurie" (1986) TV Series
- 1997 : The Ruby Wax Show (série télévisée)
- 1997 : Rien à perdre (Nothing to Lose)
- 1997 : Le Nouvel Espion aux pattes de velours (That Darn Cat)
- 1997 : Spice World, le film (Spice World)
- 1998 : The Fast Show Live (vidéo)
- 1998 : Absolutely Fabulous: Absolutely Not! (vidéo)
- 1998 : Absolutely Fabulous: A Life (vidéo)
- 1999 : Privates (série télévisée)
- 1999 : Days Like These (série télévisée)
- 2001 : L'Aventurier du grand nord (Kevin of the North)
- 2002 : A Tribute to the Likely Lads (téléfilm)

### comme producteur
- 1972 : Are You Being Served? (série télévisée)